# Illiesonemoura punctata
Illiesonemoura punctata är en bäcksländeart som först beskrevs av Jewett 1958.  Illiesonemoura punctata ingår i släktet Illiesonemoura och familjen kryssbäcksländor. Inga underarter finns listade i Catalogue of Life.